# Augustin Friedrich Walther

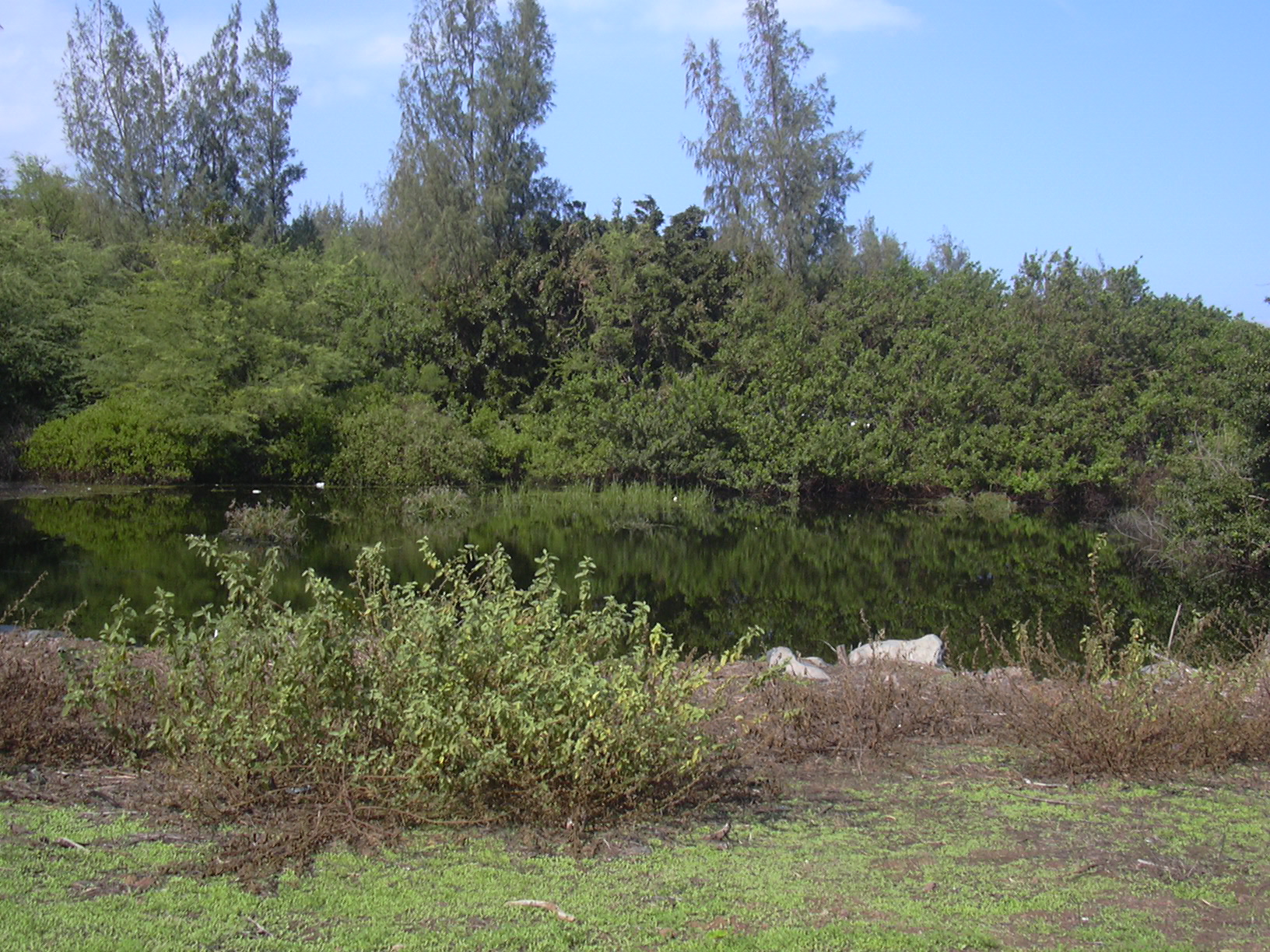
Waltheria indica (hábitat en humedal). Locación: Maui, playa Kanaha, archipiélago de Hawái

Augustin Friedrich Walther (26 de octubre de 1688 – 12 de octubre de 1746) fue un anatomista, botánico, médico germano aborigen de Wittenberg.

## Biografía
Era hijo del teólogo Michael Walther el Joven (1638–1692).
En 1712, obtuvo el doctorado de filosofía por la Universidad de Wittenberg, y al año siguiente su aptitud doctoral médica por la Universidad de Leipzig. Allí, fue profesor de anatomía (1728), patología (1732) y terapia (1737). En 1730, es director del Jardines Botánicos de Leipzig, y en 1737 rector de la universidad.
Entre sus numerosos escritos estaba un tratado botánico, de 1735, llamado Designatio plantarum quas hortus AF Waltheri complectitur, en el que se ofrecen descripciones de miles de especies de plantas de su jardín botánico privado. Como médico hizo contribuciones en los campos de la miología y angiología, y tiene varios términos médicos y anatómicos que llevan su nombre, incluyendo:
- "Dilatador de Walther": instrumento para dilatar la uretra femenina
- "Conductos de Walther": también conocidos como conductos sublinguales menores
- "Ganglios de Walther": también se conocen como ganglios coccígeos
- "Plexo de Walther": también conocido como plexo intracavernoso; la porción del plexo carotídeo interno en el seno cavernoso

## Otras publicaciones
- Dissertationem inauguralem de secretione animal. Wittemberg, 1712 (disertación ante Johann Gottfried von Berger)

- De lingua humana novis inventis octo sublingualibus salivae rivis, nunc ex suis fontibus glandulis sublingualibus eductis irrigua exercitatio. Leipzig, 1724

- Ad anatomiam publicam cadaveris feminae morbo convulsivo … affectae … invitat. Leipzig, 1727

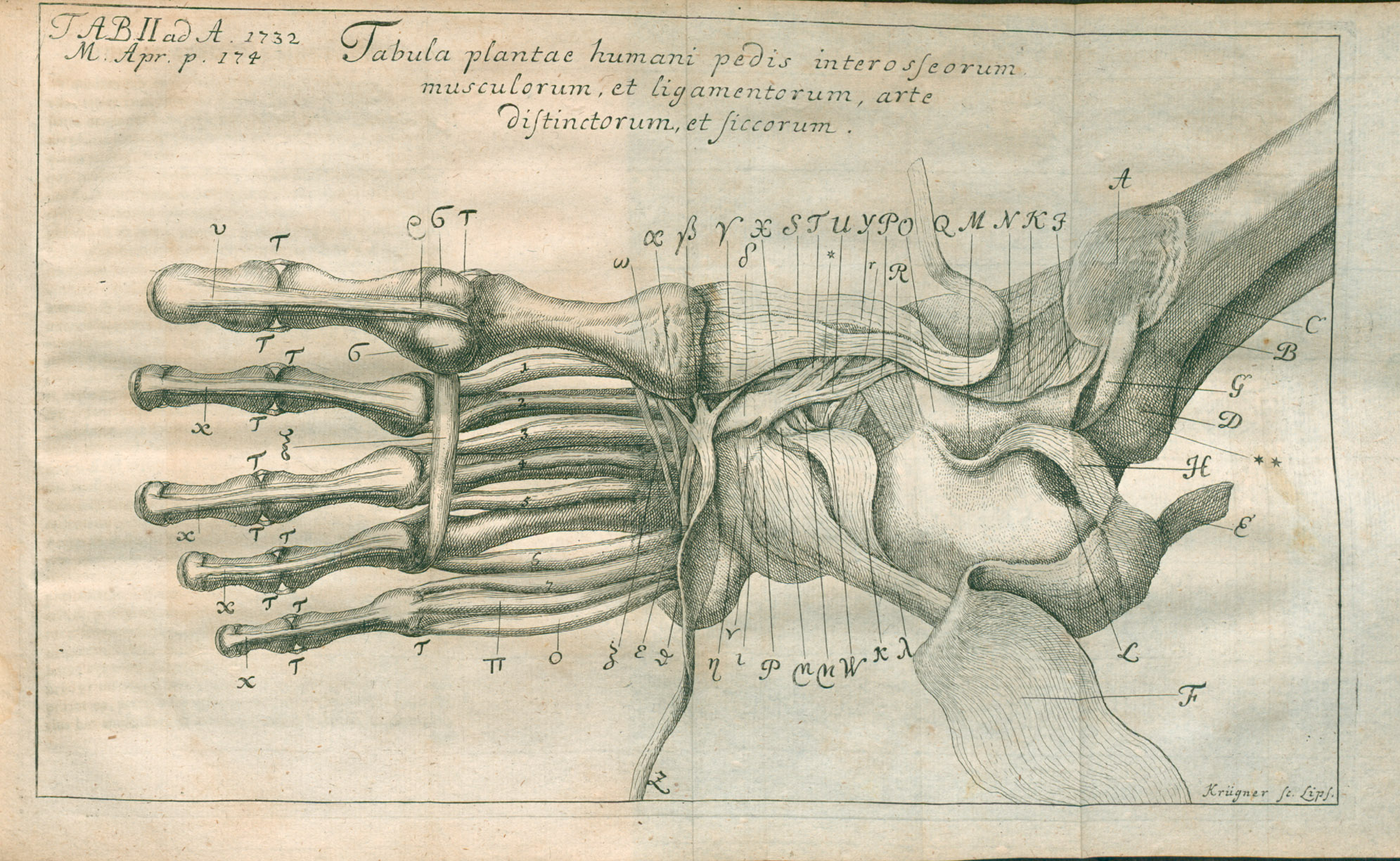
Ilustración de Supplementum tractationis de articulis, ligamentis, ... desde Acta Eruditorum, 1732

- Ilustración de Supplementum tractationis de articulis, ligamentis, ... desde Acta Eruditorum, 1732De articulis, ligamentis et musculis hominis incessu statuque dirigendis in Theatro Anatomico Lipsiensi observationes fecit, denuo recognovit, et iconibus illustravit. Leipzig, 1728

- Arteriae coeliacae tabulam in anatomes studio desideratam et reliqua publici juris facit. Leipzig, 1729

- Exercitatione angiologica de vasis vertebralibus observationem novam inter alia tradit. Leipzig, 1730

- Observationes anatomicas selectas tres de ductu thoracico bipartito, vena bronchiali sinistra, et inferiore arteria hepatica, superioris meseraicae sobole exhibet, et panegyrin medicam indicit. 1731

- Plantarum exoticarum indigenarumque index. Leipzig, 1732

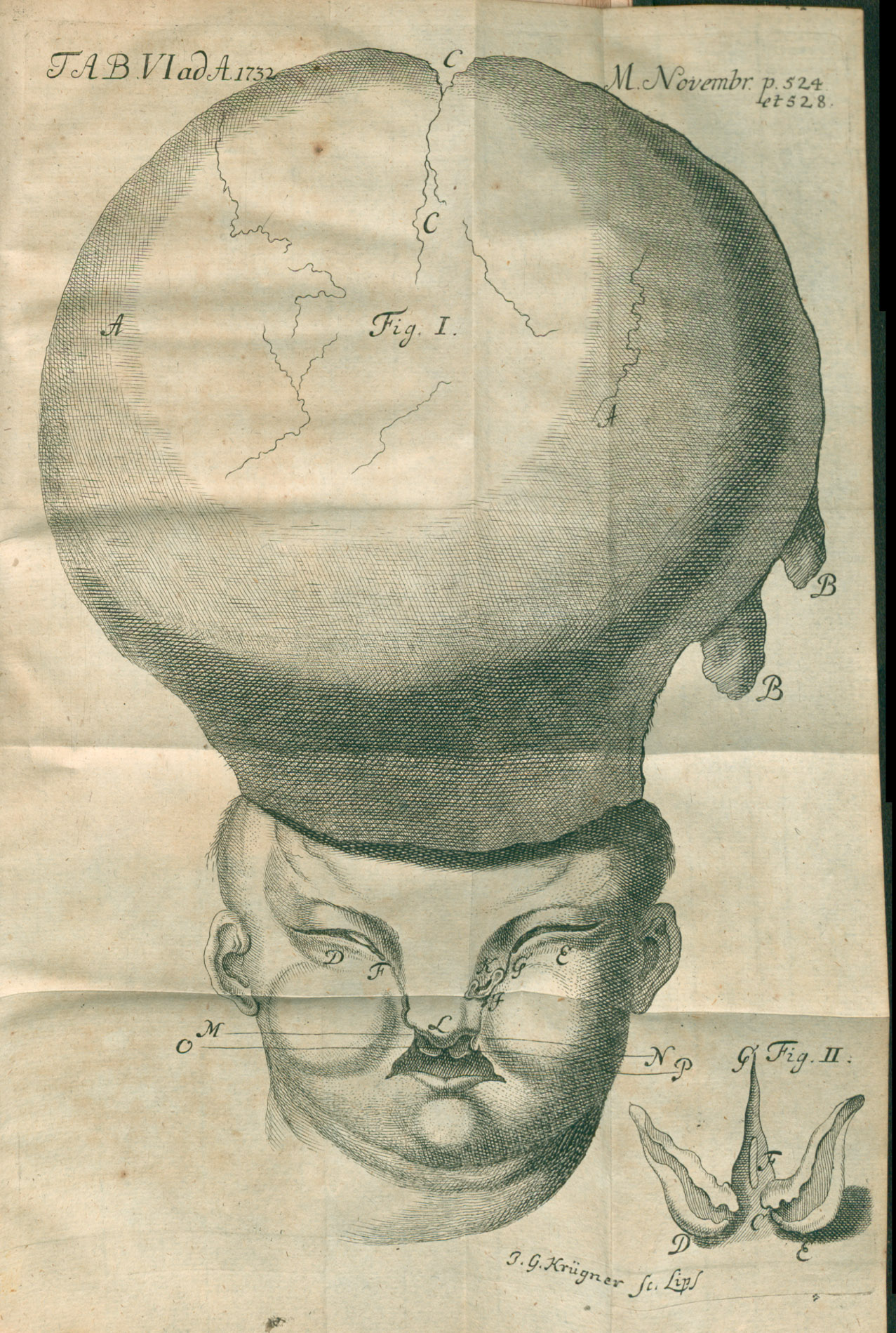
Ilustración desde Partus monstruosi historiam et sectionem (Acta eruditorum, 1732)

- Ilustración desde Partus monstruosi historiam et sectionem (Acta eruditorum, 1732)Partus monstrosi historiam et sectionem describit deinde panegyrin medicam indicit. Leipzig, 1732

- Paris intercostalis et vagi corporis humani nervorum et ab utroque ejus latere obviorum anatomen exhibet postquam expositionem cl. Winslow nuperrime cum cadavere contulit atque panegyrin medicam indicit. Leipzig, 1733

- Observationes novas de musculis, et professionis anatomes atque chirurgiae ordinariae per decem annos administratae rationes reddit et exhibet, simul ad anatomen publicam viscerum atque sensuum organorum cadaveris masculini d. XXVIII. Ian. MDCCXXXIII. lectorem invitat. Leipzig, 1733

- Designatio plantarum quas hortus A.F. Waltheri complectitur. Accedunt novae plantarum icones XXIV. Leipzig, 1735

- De pulsu sanguinis in durae meningis sinu disserit et panegyrin medicam indicit. Leipzig, 1737

- De structura cordis auricularum disserit et panegyrin medicam indicit. Leipzig, 1738

- De aneurismate disserit et panegyrin medicam indicit. Leipzig, 1738

- Panegyrin medicam indicit et de vena portae exercitationis anatomicae partem primam tradit. Leipzig, 1739

- De hominis larynge et voce disserit et panegyrin medicam indicit. Leipzig, 1740

- De plantarum structura disserit et panegyrin medicam indicit. Leipzig, 1740

- De inflammatione disserit et panegyrin medicam indicit. Leipzig, 1741

- De temperamentis et deliriis disserit et panegyrin medicam indicit. Leipzig, 1741

- De atra bile disserit et panegyrin medicam indicit. Leipzig, 1741

- De sulphure et marte disserit et panegyrin medicam indicit. Leipzig, 1743

- De nitroso plurium medicatorum fontium sale disserit et panegyrin medicam indicit. Leipzig, 1744

- De oleis vegetabilium essentialibus disserit et panegyrin medicam indicit. Leipzig, 1745

## Honores
Género
- (Sterculiaceae) Waltheria L.[6]

Especies
- (Dioscoreaceae) Dioscorea waltheri Desf.[7]
- La abreviatura «A.Walther» se emplea para indicar a Augustin Friedrich Walther como autoridad en la descripción y clasificación científica de los vegetales.[8]